# Corpo Nacional (Ucrânia)
O Corpo Nacional (em ucraniano:  Національний корпус; em inglês:  National Corps), também conhecido como Partido do Corpo Nacional, anteriormente chamado Patriotas da Ucrânia, é um partido político de extrema-direita ucraniano fundado em 2016 e liderado por Andriy Biletsky. A base do partido é formada por veteranos do regimento de Azov da Guarda Nacional da Ucrânia e membros do Corpo Civil de Azov (organização não governamental não militar associada ao regimento de Azov).
Para as eleições parlamentares ucranianas de 2019, o partido formou uma lista partidária unificada (a nível nacional) com a Iniciativa Governamental de Yarosh, Setor Direito e Svoboda. Essa combinação obteve 2,15% dos votos na lista de eleições em todo o país. 

## História
Duzentos e noventa e dois delegados de toda a Ucrânia participaram do congresso que fundou o partido em Kiev, em 14 de outubro de 2016. O partido foi anteriormente registrado como "Patriotas da Ucrânia" (em ucraniano:  Патріот України). O congresso elegeu por unanimidade Andriy Biletsky (membro do parlamento ucraniano) como seu líder, elegeu Nazariy Kravchenko (Comandante do Quartel General da Guarda Nacional de Azov) como vice-líder e nomeou os membros do conselho do partido. O congresso também aprovou mudanças no estatuto e no programa político do partido. O congresso encerrou com uma "Marcha Nacional", que foi organizada em conjunto com o Setor Direito (outra organização de extrema direita da Ucrânia). Cerca de 5.000 pessoas empunhando tochas participaram da marcha partindo do Monumento à Mãe Pátria (no Museu Nacional da História da Ucrânia na Segunda Guerra Mundial) até a Praça Santa Sofia. Alguns dos manifestantes usavam ou carregavam o símbolo amarelo e azul do Batalhão Azov "que se assemelha a um Wolfsangel, um símbolo associado ao nazismo". O dia 14 de outubro é o Dia do Defensor da Ucrânia, um feriado público estabelecido na Ucrânia em 2015.
Em novembro de 2018, o Corpo Nacional se ofereceu para nomear seu líder Andriy Biletsky como candidato das forças políticas nacionalistas (em vez de Ruslan Koshulynskyi) nas eleições presidenciais ucranianas de 2019. Porém, no final de janeiro de 2019, Biletsky afirmou que não concorreria às eleições presidenciais, mas concentraria todos seus esforços em "levar nossos números a 50.000 pessoas" e ter uma eleição parlamentar ucraniana bem-sucedida em 2019.
Nas eleições parlamentares ucranianas de 2019, o Corpo Nacional se juntou a uma lista unificada de partidos com Svoboda, Iniciativa Governamental de Yarosh e Setor Direito. Essa lista conquistou 2,15% dos votos, menos do que os 5% necessários para que conquistasse um assento no parlamento.  O partido também não conseguiu uma cadeira de mandato único no parlamento constituinte. 

## Ideologia
O partido defende a expansão dos poderes do Presidente da Ucrânia, concedendo-lhe autoridade para ser o Supremo Comandante em Chefe das Forças Armadas da Ucrânia, bem como o chefe de governo.
O Corpo Nacional é a favor de restaurar o status da potência nuclear da Ucrânia e da nacionalização de empresas que eram pertencentes à antiga República Socialista Soviética da Ucrânia quando a Ucrânia se tornou independente em 1991. O partido defende que a Ucrânia rompa todos os seus laços com a Rússia (laços diplomáticos, comerciais e culturais). É contra a adesão da Ucrânia à União Europeia e contra a adesão da Ucrânia à OTAN. Busca criar a "União Intermarium " em conjunto com as nações do Mar Báltico e do Mar Negro (incluindo Ucrânia, Bielorrússia, Polônia, Lituânia, Letônia, Estônia, República Checa, Eslováquia, etc.). O partido também defende a expansão do direito de portar armas e iniciou uma discussão pública sobre a restauração da pena de morte para traição e desvio de grandes quantidades de dinheiro por funcionários. 
O Corpo Nacional defende o nacionalismo e o protecionismo econômico.
Em 2018, um porta-voz de sua milícia, Ihor Vdovin, afirmou que não eram neonazistas e que não queriam estabelecer a supremacia branca, embora tenha admitido que alguns membros possam ter pontos de vista supremacistas ou neonazistas. O líder do partido, Andriy Biletsky, não fez mais declarações racistas sobre liderar "as raças brancas do mundo em uma cruzada final ... contra os Untermenschen (subumanos) liderados pelos semitas".  Um membro entrevistado declarou: "Não há nada inerentemente errado no nacional socialismo como uma ideia política. Não sei por que todos sempre o associam imediatamente aos Campos de concentração."

## Resultados nas eleições

### Conselho Supremo da Ucrânia
| Ano  | Voto popular | % do voto popular | Total de assentos conquistados | Mudança de assento | Governo |
| ---- | ------------ | ----------------- | ------------------------------ | ------------------ | ------- |
| 2019 | 315.530      | 2.15 #11          | 0 / 450                        |                    |         |

### Eleições presidenciais
| Ano de eleição | Candidato       | Nº de votos da 1ª rodada | % de votos na 1ª rodada | Nº de votos da 2ª rodada | % do voto da 2ª rodada |
| -------------- | --------------- | ------------------------ | ----------------------- | ------------------------ | ---------------------- |
| 2019           | Andriy Biletsky | não participou           | -                       | -                        | -                      |